# Municipio de Creswell
El municipio de Creswell (en inglés: Creswell Township) es un municipio ubicado en el condado de Cowley en el estado estadounidense de Kansas. En el año 2010 tenía una población de 1970 habitantes y una densidad poblacional de 20,74 personas por km².

## Geografía
El municipio de Creswell se encuentra ubicado en las coordenadas 37°5′22″N 97°1′4″O / 37.08944, -97.01778. Según la Oficina del Censo de los Estados Unidos, el municipio tiene una superficie total de 95.01 km², de la cual 93,15 km² corresponden a tierra firme y (1,96 %) 1,86 km² es agua.

## Demografía
Según el censo de 2010, había 1970 personas residiendo en el municipio de Creswell. La densidad de población era de 20,74 hab./km². De los 1970 habitantes, el municipio de Creswell estaba compuesto por el 93,3 % blancos, el 0,56 % eran afroamericanos, el 2,64 % eran amerindios, el 0,46 % eran asiáticos, el 1,32 % eran de otras razas y el 1,73 % eran de una mezcla de razas. Del total de la población el 4,16 % eran hispanos o latinos de cualquier raza.